# Poromya granuloderma
Poromya granuloderma is een tweekleppigensoort uit de familie van de Poromyidae. De wetenschappelijke naam van de soort is voor het eerst geldig gepubliceerd in 1981 door Scarlato.